# ريتشارد شابمان
ريتشارد شابمان (بالإنجليزية: Richard Chapman)‏ هو ملحن وكاتب وموسيقي بريطاني، ولد في 9 مايو 1956.

## وصلات خارجية
- الموقع الرسمي